# Variations sur le même t'aime
Variations sur le même t'aime es el segundo álbum de estudio de la cantante francesa de pop, Vanessa Paradis, lanzado el 18 de junio de 1990.
Este trabajo musical fue certificado oro por el Sindicato nacional de la edición fonográfica.

## Listado de canciones
| LP original |                                 |                                   |          |  |
| N.º         | Título                          | Música                            | Duración |  |
| 1.          | «L'Amour a Deux»                | Serge Gainsbourg, Franck Langolff | 4:55     |  |
| 2.          | «Dis-Lui Toi Que Je T'Aime»     | Gainsbourg, Langolff              | 3:58     |  |
| 3.          | «L'Amour en Soi»                | Gainsbourg, Langolff              | 5:07     |  |
| 4.          | «La Vague a Lames»              | Gainsbourg, Langolff              | 3:21     |  |
| 5.          | «Ophélie»                       | Gainsbourg, Langolff              | 4:00     |  |
| 6.          | «Flagrant Délire»               | Gainsbourg, Langolff              | 3:55     |  |
| 7.          | «Tandem»                        | Gainsbourg, Langolff              | 3:28     |  |
| 8.          | «Au Charme Non Plus»            | Gainsbourg, Langolff              | 3:51     |  |
| 9.          | «Variations Sur le Meme T'Aime» | Gainsbourg, Langolff              | 4:32     |  |
| 10.         | «Amour Jamais»                  | Gainsbourg, Langolff              | 4:24     |  |
| 11.         | «Ardoise»                       | Gainsbourg, Langolff              | 4:22     |  |
| 12.         | «Walk on the Wild Side»         | Lou Reed                          | 4:28     |  |
| 47:81       |                                 |                                   |          |  |

## Posicionamiento
| Listas (1990)        | Posición |
| -------------------- | -------- |
| French Albums (SNEP) | 6        |

## Créditos
- Marina Albert — coros
- Antonietti, Pascault & Associés - gráfica
- Patrick Bourgoin - saxofón en "Au charme non plus" y "Walk On The Wild Side"
- Ann Calvert — coros
- Bertrand Châtenet - arreglos, ingeniero de sonido, mezcla
- Philippe Cusset - ingeniero de sonido
- Jus D'Orange - coros
- Alex Firla - asistente ingeniero
- Carole Fredericks — coros
- Cyril Labesse - ingeniero de sonido ("L'Amour en soi")
- Franck Langolff — arreglos, guitarra
- Jean-Jacques Milteau - armónica en "L'Amour en soi"
- Philippe Osman — arreglos, coros, teclados, guitarra, programación (bajo y batería), sintetizador
- François Ovide - guitarra en "Walk On The Wild Side"
- Didier Pain - coordinación artística
- Paul Personne - guitarra en "L'Amour à deux"
- Gérard Prévost - bajo y contrabajo en "Walk On The Wild Side"
- Frédérique Veysset - fotografía

Nota: Mezclado en el estudio Guillaume Tell.